# ويليام إرنست هينلي
ويليام إرنست هينلي (23 أغسطس 1849– 11 يوليو 1903) شاعر، وكاتب، وناقد، ومحرر إنجليزي. رغم إصداره عدة دواوين شعرية، فهو غالبًا ما يُذكر بسبب قصيدته «الذي لا يُقهَر» الصادرة في العام 1875. نظرًا لكونه أحد الشخصيات الرئيسية في الدوائر الأدبية في لندن، يمكن اعتبار هينلي ذي القدم الواحدة مصدر إلهام للشخصية التي ابتكرها روبرت لويس ستيفنسون، لونغ جون سيلفر (في جزيرة الكنز 1883)، في حين ألهمت ابنته الصغيرة مارغريت هينلي الكاتبَ جيمس ماثيو باري باسم ويندي لبطلة مسرحيته بيتر بان (1904).

## سنواته المبكرة والتعليم
وُلد هينلي في غلوستر في 23 أغسطس 1849، لأمه ماري مورغان، وهي سليلة الشاعر والناقد جوزيف وارتون، وأبيه ويليام، تاجر الكتب والقرطاسية. كان ويليام إرنست أكبر ستة أطفال، خمسةُ أبناءٍ وابنة. توفي والده في العام 1868.
درس هينلي في مدرسة كريبت، في غلوستر، بين الأعوام 1861 و1867. وقد حاولت لجنة في تلك الآونة إحياء المدرسة عبر توظيف الألمعي والمرموق أكاديميًا توماس إدوارد براون (1830 – 1897) في منصب مدير المدرسة. على الرغم من قِصر فترة إدارة براون للمدرسة نسبيًا (1857 – 1863)، فقد أدّى دورًا بمثابة «الوحي» بالنسبة لهينلي، لأن المدير الشاعر كان «رجلًا ذا عبقرية —وهو أول عبقريّ أقابله». بعد عقْدِ صداقة استمرت مدى الحياة مع مدير مدرسته السابق، كتب هينلي في رثاء براون في نيو ريفيو (في ديسمبر 1897): «لقد كان لطيفًا معي بشكل استثنائيّ في وقتٍ احتجتُ فيه إلى اللطف أكثر من حاجتي إلى التشجيع». ومع ذلك، فقد خيّبت المدرسة نفسها آمال هينلي، وفكّر في الانتقال إلى مدرسةٍ أقلّ منها شأنًا، مدرسة كينغ، وكتب عن أوجه قصور المدرسة في مقال نُشر في العام 1900 في مجلة بول مال الأدبية.
بعد تلك الفترة، وفي العام 1893، حصل هينلي كذلك على درجة دكتور في القانون من جامعة سانت أندروز. إنما بعدها بعامين، لم يتمكن من الظفر بمنصب أستاذ الأدب الإنجليزي في جامعة إدنبرة.

## المشاكل الصحية وشخصية لونغ جون سيلفر
ابتداءً من سن الثانية عشر، أُصيب هينلي بداء السل العظمي مما أدى إلى بتر ساقه اليسرى تحت الركبة في العام 1868–1869. تخللت السنوات الأولى من حياة هينلي فترات من الآلام الشديدة بسبب نزْح خراجات السل. ومع ذلك، يستذكر جوزيف الأخ الأصغر لهينلي كيف أن هينلي الفتى بعد الانتهاء من نزح الخراج كان «يقفز في أرجاء الغرفة، ويضحك بصوت عالٍ، ويلعب بحماس متظاهرًا بأن الألم لن ينال منه». وفقًا لما ورد في رسائل روبرت لويس ستيفنسون، فإن فكرة شخصية لونغ جون سيلفر مستوحاة من صديقه في الواقع، هينلي. في رسالة إلى هينلي بعد نشر جزيرة الكنز (1883)، كتب ستيفنسون: «سأدلي الآن باعتراف: لقد كان مشهد قوتك المشوهة وبراعتك هو ما أنجب شخصية لونغ جون سيلفر... فكرة الرجل المشوّه، الذي يحظى بالسلطة ويُخشى من مجرد صوته، لقد اقتُبس ذلك بالكامل منك». وصف ابن زوجة ستيفنسون، لويد أوزبورن، هينلي بأنه «... شخصٌ ضخم، متّقد، ذو أكتاف ضخمة ولحية حمراء طويلة وعكاز؛ ومرِح، وذكي بشكل مذهل، وله ضحكة تصدح كالموسيقا؛ وتمتع بمصادر حماسةٍ وحيوية لا يمكن تصورها؛ ويسحر المرْءَ تمامًا».
غالبًا ما أدت نوبات المرض المتكررة إلى غياب هينلي عن المدرسة، وربما تكون بعض الكوارث التي واجهها والده في العمل قد ساهمت أيضًا في ذلك. في العام 1867، نجح هينلي في امتحان أكسفورد للمدارس المحلية. بعد فترة وجيزة من نجاحه في الامتحان، انتقل هينلي إلى لندن وحاول أن يبدأ مساره المهني كصحفي. إنما توقف عمله خلال السنوات الثماني التالية بسبب فترات إقامته الطويلة في المشافي، بسبب تعرض قدمه اليمنى للإصابة بالمرض كذلك. اعترض هينلي على التشخيص القائل بأن بتر قدمه الثانية هو الوسيلة الوحيدة لإنقاذ حياته، وطلب العلاج من الجرّاح الرائد في أواخر القرن التاسع عشر جوزف ليستر في مستشفى إدنبرة الملكي، ابتداءً من أغسطس من العام 1873. أمضى هينلي ثلاث سنوات في المستشفى (1873 – 1875)، زاره خلالها المؤلفان ليسلي ستيفن وروبرت لويس ستيفنسون، وكتب خلالها ونشر القصائد التي جُمعت في ديوان بعنوان في المشفى. ومثّلت تلك الفترة كذلك نقطة بداية الصداقة التي استمرت خمسة عشر عامًا بينه وستيفنسون.

## المظهر الجسدي
طوال حياته، ولّد التناقض بين المظهر الجسدي لهينلي وقدراته العقلية والإبداعية لدى معارفه انطباعاتٍ متناقضة تمامًا، إنما كان لها نفس الأثر. وعلق سيدني لو، مستذكرًا صديقه القديم: «... بالنسبة لي كان هينلي التجسيد المذهل لِبان يصل إلى الأرض مرتديًا ملابسه –الإله العظيم بان... له قدم بطيئة الحركة، وشعر أشعث ملتهب الحُمرة، وذراعان وكتفان ضخمة ومخيفة، كأذرعة وأكتاف إله الغابات أو ساتير في الغابة القديمة، وجبين وعيون آلهة الأولميب». بعد سماع خبر وفاة هينلي في 13 يوليو 1903، سجل المؤلف ويلفريد بلنت نفورَه النفسي والأيديولوجي من الشاعر والمحرر الراحل في يومياته، وكتب «لقد اتّسم بسمات الرعب الجسدي للقزم، إذ كان نصفه الأعلى ورأسه ضخم كالقزم، وله أطرافه السفلية المنكمشة. وكان لديه كذلك خباثة كلام القزم وموقف متحدٍّ تجاه العالم بأسره. بالإضافة لكل ذلك، فإنني لا أتعاطف مع تأليه هينلي للقوة الغاشمة والشجاعة، وهي أشياء أمقتها تمامًا».

## الحياة الشخصية
في 22 يناير 1878، تزوج هينلي من هانا (آنا) جونسون بويل (1855 – 1925). ولدت هانا في إستيرلينغ، وهي الابنة الصغرى لإدوارد بويل، مهندس ميكانيكي من إدنبرة، وزوجته ماري آن (المولودة ماكي). في تعداد السكان لإسكتلندا في العام 1891، سُجل سكن ويليام وآنا مع ابنتهما البالغة من العمر عامين، مارغريت إيما هينلي (التي ولدت في العام 1888)، في إدنبرة.
كانت مارغريت طفلة معتلة الصحة، وخلّدها جيمس ماثيو باري في مسرحيته الكلاسيكية للأطفال، بيتر بان. نظرًا لعدم تمكّنها من التحدث بوضوح، فقد نادت مارغريت الصغيرة صديقها باري بعبارة «فويندي-ويندي»، مما أدى إلى إطلاق اسم «ويندي» على شخصيةٍ أنثى في الكتاب. لم تعش مارغريت لتبلغ سنّ يخولها قراءة الكتاب. وتوفيت في العام 1894 في سنّ الخامسة، ودُفنت في منزل صديق والدها، هاري كاست، في كوكين هاتلي، في مقاطعة بيدفوردشير.
بعد أن تلقى روبرت لويس ستيفنسون رسالةً من هينلي بعنوان «خاص وسري» بتاريخ 9 مارس 1888، اتهم فيها هينلي زوجة ستيفنسون الجديدة فاني بانتحال كتابات ابنة عمه كاثرين دي ماتوس في قصة «ذا نيكسي»، أنهى الرجلان صداقتهما، بالرغم من استئناف المراسلات بعد ذلك بعد تدخل الأصدقاء المشتركين.

## قصائد المشفى
يذكر أندريه دينيكو أن هينلي و«أفراد نادي قوارب هينلي» (الاسم الهزلي الذي أُطلق على أتباعه) «نادوا بالواقعية وعارضوا الانحطاط» من خلال أعمالهم، وفي حالة هينلي، «من خلال الأعمال... التي نشرها في المجلدات التي حررها». نشر هينلي العديد من القصائد في مجموعات مختلفة بما في ذلك ديوان في المشفى (كُتب بين الأعوام 1873 و1875) وكتاب في الشعر، نُشر في العام 1891.